# Tikopia
Tikopia è un'isola di origine vulcanica facente parte del gruppo delle Isole Santa Cruz e appartiene alle Isole Salomone. Fa parte della Polinesia periferica.
L'isola è un antico vulcano estinto il cui vecchio cratere è occupato dal lago Te Roto, che ha una profondità di circa 80 metri.
L'insediamento principale è Matautu. Sull'isola sono state attivate rigide politiche di controllo demografico per evitare l'aumento della densità di popolazione.

## Storia
Abitata fin dai tempi preistorici (civiltà Lapita), fu scoperta dagli europei nel 1606.
Gli abitanti, del gruppo polinesiano, hanno sviluppato un sistema intensivo di agricoltura, simile al forest gardening attuato in alcune zone della Nuova Guinea. 
Le loro pratiche agricole sono fortemente e coscienziosamente legate alla densità della popolazione dell'isola.
Nel 1600, la popolazione si accordo per uccidere tutti i maiali dell'isola e sostituirli con la pesca, perché i maiali avevano bisogno di troppo cibo che avrebbe potuto essere mangiato dai tikopiani.

### I tikopiani
A differenza di tutta la Provincia di Temotu che si è rapidamente occidentalizzata, la società di Tikopia è cambiata poco rispetto ai tempi antichi.
I tikopiani hanno una cultura altamente sviluppata con una forte influenza polinesiana, che include una complessa struttura sociale.
L'antropologo neozelandese Raymond Firth, che visse a Tikopia tra il 1928 e il 1929, descrisse dettagliatamente la vita sociale dei tikopiani del periodo.
Mostrò come la società fosse divisa geograficamente in due zone e fu organizzata in 4 clan con a capo 4 capi.
Il nucleo della vita sociale era il paito, la casa, che si eredita dagli antenati maschi, che vi erano sepolti all'interno.
La relazione fra il fratello della madre e il nipote ha una dimensione sacra, tale da officiare alle cerimonie legate alla virilità del nipote.

### Gli anni recenti
Il ciclone Zoe causò nel 2002 ingenti danni sull'isola, in particolare alle installazioni agricole e alle abitazioni. Il ciclone provocò la rottura del cordone di sabbia che separava la laguna Te Roto dall'oceano; la contaminazione risultante mise in pericolo le piantagioni di palma da sago, che rappresentano una delle principali risorse per il sostentamento della popolazione dell'isola.
Negli anni successivi fu costruita una diga rudimentale per ripristinare le condizioni preesistenti.
Nel saggio Collasso, Jared Diamond descrive Tikopia come un caso di successo nell'affrontare le sfide della sostenibilità, in contrasto all'isola di Pasqua.